# 怀唐伊法案
1975年怀唐伊法案，成立了怀唐伊调解庭，并给在新西兰法律框架内首次承认怀唐伊条约。调解庭有权调查由新西兰政府或任何国家机构在1975年以后做出的可能违反条约的行为。它也有权建议，但不会强制执行，补救措施。
虽然该条是1975年前好几年毛利人抗议所关注的诉求，许多毛利人与法的不满。该条约的重要不足，如在新西兰战争没收的土地，大部分发生在十九世纪，调解庭的调查对这些是无能为力。有些人（毛利人和其他人），其中包括许多国家党反对党，反对该法案，理由是这将导致分裂。

## 1985年修正案
该修正使调解庭调查能够追溯到1840年，当时条约签署。它还扩大审裁处的容量，使其能够处理日益增加的控告数量。它还要求调解庭中毛利人占大多数。
1985年的修订，大大拓宽了法庭的调查范围，并导致适当回应该法庭的调查结果和建议的辩论。这是第四工党政府对该条约给予更大承认的政策的一部分，并在其他立法（如“国有企业法”）中引用条约。这项修正案是使得条约应用在新西兰法律和社会的最重要的步骤之一。

## 1988年修正案
这进一步扩大审裁处的成员，并取消了对毛利人占大多数的要求。这也使审裁处成员来自不同族群，同时探讨不同的要求。

## 1993年修正案
这项修正案是Te Roroa怀唐伊调解庭报告的争议性建议导致的，官方购买私人土地面积以解决索赔。土地的所有者认为，使他们的财产贬值。该修正案禁止法庭判决英皇购买到上述条约所涵盖的其他任何私人土地。